# The Interceptor
The Interceptor est une série télévisée dramatique britannique diffusée sur la BBC One du 10 juin au 29 juillet 2015. Mal accueilli par la critique, ce polar dramatique de huit épisodes suit l'enquête de l'UNIT qui tente de faire tomber un réseau de cocaïne dans Londres.

## Synopsis
L'agent spécial Marcus « Ash » Ashton, du HM Revenue and Customs, et son partenaire Tommy arrêtent une mule à la gare de Londres Waterloo. Alors que leur patron se satisfait de cette saisie de 3 kg de cocaïne, Ash veut faire tomber le réseau. Durant l'opération qui suit, Tommy est gravement blessé dans un accident de voiture, Ash étant ensuite suspendu. Il est alors approché par Cartwright, le chef de la confidentielle UNIT (Undercover Narcotics Investigation Team), où il connaît déjà son ancienne formatrice Valerie.

## Distribution
- O. T. Fagbenle: Marcus « Ash » Ashton
- Jo Joyner: Lorna Ashton
- Robert Lonsdale: Tommy
- Ewan Stewart: Jack Cartwright
- Lorraine Ashbourne: Valerie
- Anna Skellern: Kim
- Charlie De Melo: Martin
- Valeria Vereau: Sonia
- Jeany Spark: Détective Gemmill
- Bob Cryer: Rob Kane
- Trevor Eve: Roach
- Gary Beadle: Docker
- Lee Boardman: Michael « Xavier »
- Neal Barry: « Smoke »
- Paul Kaye: James Gordon « Jago » Dalkin
- Michael Lindall: Wark
- Simon Armstrong: Commissaire Stannard
- Dexter Fletcher: « Scooter »
- Ralph Ineson: « Yorkie »
- Ralf Little: Alex
- Jack Roth: Casby

## Production
La série est commandée par Ben Stephenson et Danny Cohen, le directeur de la BBC. Avec Patrick Schweitzer comme réalisateur et Sarah Brown comme productrice déléguée, le tournage commence à Londres en mars 2014 avec David Gyasi dans le rôle principal, mais celui-ci se blesse à la jambe,. O. T. Fagbenle est choisi par la suite pour le remplacer, le tournage reprenant en avril. Plusieurs scènes sont filmées à Gravesend, et à Kenbridge House, un ancien local de British Telecom situé à Vauxhall,. The Interceptor est la première production de la BBC utilisant une flotte de véhicules électriques derrière la caméra : cinq Opel Ampera.

## Accueil
La série est très mal accueillie par la critique, avec une note de 1 sur 5 pour le Daily Telegraph, qui le décrit comme « flasque ». Le Daily Mirror estime que « cette tentative de polar graveleux... est confuse et clichée, aux dialogues épouvantables », tandis que le Daily Mail considère que « c'est tellement mauvais que le reste de la BBC paraît bonne ». L'Independent qualifie le polar de « regardable mais prévisible, artificiel et manquant de cœur », le comparant à « EastEnders en accéléré ».